# Earias uniplaga
Earias uniplaga är en fjärilsart som beskrevs av Bethune-Baker 1906. Earias uniplaga ingår i släktet Earias och familjen trågspinnare. Inga underarter finns listade i Catalogue of Life.